# Саито Јошитацу
Саито Јошитацу (1527-1561) био је јапански феудални господар (даимјо) из периода Сенгоку. Постао је господар провинције Мино (1556-1561) тако што је збацио и убио свог оца, Саито Досана, таста Ода Нобунаге.

## Биографија

### Борба са оцем
Саито Досан, бивши трговац уљем, постао је господар провинције Мино тако што је уз помоћ интрига, тровања и подмићивања 1544. збацио и протерао свог господара и добротвора, Токи Јоринарија, законитог намесника (шугоа) провинције. Досан је имао три сина, са којима је живео у замку Инокучи (или Инабајама, данас Гифу) на планини Инаба: најстарији је био Јошитацу (Шинкуро), други Магоширо, а трећи Кихеиђи. Јошитацу је био тих и повучен човек, и Досан га је погрешно проценио као глупог и неспособног, отворено фаворизујући млађе синове, који су због тога третирали старијег брата са презиром. После више година занемаривања и злостављања, Јошитацу је у јесен 1555. организовао заверу: претварајући се да је болестан, сачекао је да отац напусти замак и пређе у своју палату у подножју планине, а затим је уз помоћ свог ујака Нагаи Мичитошија и неколико вазала погубио браћу (22. новембра 1555).
Ухваћен на препад, Досан је окупио своје снаге и спалио предграђе замка Инокучи, али није успео да освоји замак, пошто је већина његових вазала стала на страну Јошитацуа, уморна од Досанове превртљивости и суровости, поготово зато што је Јошитацу, који нимало није личио на оца по грубости и суровости, али му је свакако био раван по лукавству, објавио да је заправо син протераног гувернера Токија, чију је конкубину Досан силом узео за жену када је већ била трудна са Јошитацуом.
Досан се повукао у планине у округу Јамагата и позвао у помоћ зета, Ода Нобунагу. 18. априла 1556. окупио је своје трупе око 12 километара северозападно од замка Инокучи, али је 20. априла потучен и убијен у бици на реци Нагара, док су Нобунагине снаге, које нису стигле на време, потучене одвојено. По обичају оног времена, Досанова глава однета је Јошитацу-у на церемонијално представљање глава погубљених непријатеља после битке: свестан да је починио грех оцеубиства, Јошитацу се на лицу места замонашио и примио монашко име Ханка, по једном легендарном кинеском јунаку који је такође убио свог оца. 

### Рат са Ода Нобунагом
Пошто је тако заратио са Ода Нобунагом, који је у то време био тек господар јужног Оварија, Јошитацу је дао све од себе да изазове грађански рат у Оварију и тако онемогући свог противника да нападне Мино. Најпре је подстакао против Нобунаге његовог рођака Ода Нобукату, намесника (шугодаја) северног Оварија са престоницом у замку Ивакура, који је већ 1556. склопио савез са Јошитацуом и објавио рат Нобунаги. Уз то Јошитацу је подстакао против Нобунаге и његове вазале, на челу са његовим млађим братом Ода Нобујукијем. Тако је Овари ушао у период унутрашњих борби (1556—1559), али је Нобунага изашао као победник: Ода Нобујуки поражен је у бици код Иноа (1556), а северни Овари заузет је победом у бици код Укиноа (1558) и уништењем замка Ивакура (1559), чиме је цео Овари најзад уједињен под влашћу Ода Нобунаге. Након неочекиване победе над својим источним суседом, моћним Имагава Јошимотом, господаром три провинције, у бици код Окехазаме (1560), Нобунага је коначно добио одрешене руке да нападне Мино. Међутим, Јошитацу успео да придобије на своју страну Нобунагиног последњег независног рођака, Ода Нобукијо-а (сина Ода Нобујасу-а, брата Нобунагиног оца, који је погинуо у борби против Саито Досана 1544), господара замка Инујама и Огучи на северној граници Оварија, чиме је добио упориште у северном Оварију. У пролеће 1561. Јошитацу је успео да се одбрани од првих Нобунагиних покушаја да освоји Мино, али је исте године умро од лепре, што су неки савременици сматрали божијом казном због оцеубиства. Наследио га је син, Саито Тацуоки, који је још пуних 6 година (1561—1567) успешно бранио Мино од Нобунгиних напада.